# 若狭和紙

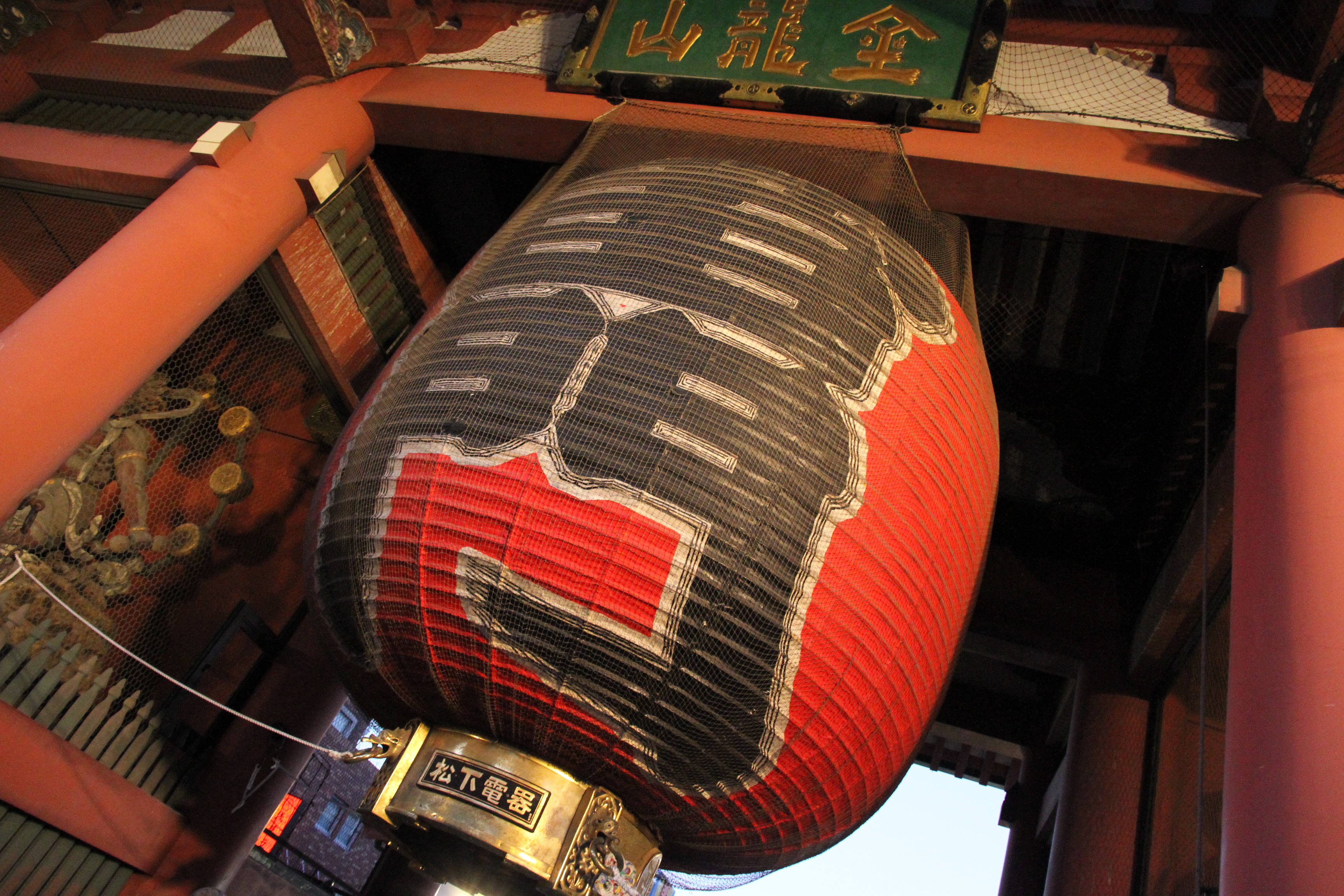
耐久性があり発色の良い若狭和紙は浅草「浅草寺」のシンボルである雷門の大提灯に使用されてきた。

若狭和紙（わかさわし）は、福井県、小浜市和多田を中心に製造されている和紙である。
田村川などの水質に恵まれた地域で作られ、まじりけがなく質が良いこと知られている。また、強度があると同時にしなやかで発色が美しいことから長期に渡って風雨に耐える必要がある浅草「浅草寺」雷門の大提灯に使用されている。
福井県の「風土と暮らしの中で育まれてきた工芸品」として指定郷土工芸品に認定されている。

## 原料
主原料
- 三椏（みつまた）、楮（こうぞ）[1][2]

## 歴史
若狭の和紙が書物に登場するのは小浜藩の地誌で寛延2年（1749年）に完成した『若狭国志』で、それによると延喜（901～922年）の頃に人頭税である庸として紙が納められていたという記録が残されている。
2022年には雷門の提灯用の和紙を製作していた96歳の職人が引退を表明し、若狭和紙の職人は残り1人となった。